# Persone di nome João
| Questa pagina contiene informazioni ricavate automaticamente dalle voci biografiche con l'ausilio del template Bio e di un bot. L'aggiornamento è periodico e automatico e ricostruisce completamente la pagina. Se manca una persona in questa lista, sei pregato di non aggiungerla, ma accertati piuttosto che la sua voce biografica contenga il template Bio e che i dati anagrafici siano correttamente compilati. Se il template Bio manca, inseriscilo tu stesso o, in alternativa, metti l'avviso {{tmp\|Bio}} che ne segnala la mancanza. Se i dati riportati sono sbagliati, correggi direttamente la voce biografica; le modifiche saranno visibili in questa lista entro pochi giorni. Per chiarimenti vedi il progetto antroponimi. La lista contiene solo le 383 persone che sono citate nell'enciclopedia e per le quali è stato implementato correttamente il template Bio. Pagina aggiornata al 22 lug 2025. |

Questa è una lista di persone presenti nell'enciclopedia che hanno il nome João, suddivise per attività principale.

## Allenatori di calcio(13)
- João António Ferreira Resende Alves, allenatore di calcio e ex calciatore portoghese (Albergaria-a-Velha, n. 1952)
- João Alexandre Duarte Ferreira Fernandes, allenatore di calcio e ex calciatore portoghese (Lisbona, n. 1979)
- João Henriques, allenatore di calcio portoghese (Tomar, n. 1972)
- João Paiva, allenatore di calcio e ex calciatore portoghese (Lisbona, n. 1983)
- João Pedro da Silva Pereira, allenatore di calcio e ex calciatore portoghese (Lisbona, n. 1984)
- João Carlos Pereira, allenatore di calcio e ex calciatore portoghese (Luanda, n. 1965)
- João Carlos Batista Pinheiro, allenatore di calcio e calciatore brasiliano (Campos dos Goytacazes, n. 1932 - † 2011)
- João Domingos Pinto, allenatore di calcio e ex calciatore portoghese (Oliveira do Douro, n. 1961)
- João Pedro Sousa, allenatore di calcio e ex calciatore portoghese (Luanda, n. 1971)
- Moreno, allenatore di calcio e ex calciatore portoghese (Urgezes, n. 1981)
- João Carlos da Silva Costa, allenatore di calcio brasiliano (Rio de Janeiro, n. 1956)
- João de Deus, allenatore di calcio e ex calciatore portoghese (Setúbal, n. 1976)
- João Bosco de Freitas Chaves, allenatore di calcio e ex calciatore brasiliano (Escada, n. 1974)

## Allenatori di pallavolo(1)
- João Paulo Bravo, allenatore di pallavolo e ex pallavolista brasiliano (San Paolo, n. 1979)

## Arbitri di calcio(1)
- João Pinheiro, arbitro di calcio portoghese (Braga, n. 1988)

## Architetti(1)
- João de Castilho, architetto spagnolo (Castillo Siete Villas, n. 1470 - Tomar, † 1553)

## Architetti del paesaggio(2)
- João Ferreira Nunes, architetto del paesaggio portoghese (Lisbona, n. 1960)
- João Gomes da Silva, architetto del paesaggio portoghese (Lisbona, n. 1962)

## Arcivescovi cattolici(5)
- João Santos Cardoso, arcivescovo cattolico brasiliano (Dário Meira, n. 1961)
- João Carlos Hatoa Nunes, arcivescovo cattolico mozambicano (Beira, n. 1968)
- João José da Costa, arcivescovo cattolico brasiliano (Lagarto, n. 1958)
- João Justino de Medeiros Silva, arcivescovo cattolico brasiliano (Juiz de Fora, n. 1966)
- João de Sousa, arcivescovo cattolico portoghese (Lisbona, n. 1647 - Lisbona, † 1710)

## Attori(3)
- João Baldasserini, attore brasiliano (n. 1984)
- João Ricardo, attore portoghese (Lisbona, n. 1964 - Lisbona, † 2017)
- João Vitti, attore brasiliano (Piracicaba, n. 1967)

## Avvocati(1)
- João Goulart, avvocato e politico brasiliano (São Borja - Mercedes, † 1976)

## Canoisti(1)
- João Ribeiro, canoista portoghese (Esposende, n. 1989)

## Cantanti(5)
- João Bosco, cantante, compositore e chitarrista brasiliano (Ponte Nova, n. 1946)
- João Gilberto, cantante e chitarrista brasiliano (Juazeiro, n. 1931 - Rio de Janeiro, † 2019)
- João Pedro Pais, cantante portoghese (Lisbona, n. 1971)
- João Parahyba, cantante, percussionista e produttore discografico brasiliano (San Paolo, n. 1950)
- Lobão, cantante, compositore e polistrumentista brasiliano (Rio de Janeiro, n. 1957)

## Cantautori(1)
- Jão, cantautore brasiliano (Américo Brasiliense, n. 1994)

## Cardinali(4)
- João Braz de Aviz, cardinale e arcivescovo cattolico brasiliano (Mafra, n. 1947)
- João Cosme da Cunha, cardinale e arcivescovo cattolico portoghese (Lisbona, n. 1715 - Évora, † 1783)
- João Afonso Esteves, cardinale e arcivescovo cattolico portoghese (Azambuja - Bruges, † 1415)
- João da Motta e Silva, cardinale portoghese (Castelo Branco, n. 1685 - Lisbona, † 1747)

## Cestisti(8)
- João Paulo Lopes Batista, ex cestista brasiliano (Olinda, n. 1981)
- João Francisco Bráz, cestista brasiliano (San Paolo, n. 1920 - † 1996)
- Bétinho Gomes, cestista capoverdiano (Fogo, n. 1985)
- João Grosso, cestista portoghese (Porto de Mós, n. 1994)
- Mãozinha Pereira, cestista brasiliano (Rio de Janeiro, n. 2000)
- João Santos, ex cestista portoghese (Lisbona, n. 1979)
- João Soares, cestista portoghese (Ovar, n. 1990)
- João José Vianna, ex cestista brasiliano (Brasilia, n. 1963)

## Ciclisti su strada(1)
- João Almeida, ciclista su strada e pistard portoghese (Caldas da Rainha, n. 1998)

## Compositori(2)
- João de Sousa Carvalho, compositore portoghese (Estremoz, n. 1745 - Alentejo)
- João Cordeiro da Silva, compositore e organista portoghese (Elvas - Lisbona)

## Cosmologi(1)
- João Magueijo, cosmologo portoghese (Évora, n. 1967)

## Critici letterari(1)
- João Gaspar Simões, critico letterario, saggista e scrittore portoghese (Figueira da Foz, n. 1903 - Lisbona, † 1987)

## Dirigenti sportivi(1)
- João Fantoni, dirigente sportivo, allenatore di calcio e calciatore brasiliano (Belo Horizonte, n. 1905 - Belo Horizonte, † 1982)

## Drammaturghi(1)
- João dà Câmara, drammaturgo portoghese (Lisbona, n. 1852 - Lisbona, † 1908)

## Esploratori(6)
- João Cabral, esploratore e missionario portoghese (Celorico da Beira, n. 1599 - Goa, † 1669)
- João de Castro, esploratore portoghese (Lisbona, n. 1500 - Goa, † 1548)
- João Fernandes Lavrador, esploratore portoghese (Terceira, n. 1453 - † 1505)
- João da Nova, esploratore spagnolo (Maceda, n. 1460 - Kochi, † 1509)
- João de Lisboa, esploratore portoghese (n. 1470 - † 1525)
- João Gonçalves Zarco, esploratore portoghese (n. 1390 - Funchal, † 1471)

## Generali(3)
- Mascarenhas de Morais, generale brasiliano (São Gabriel, n. 1883 - Rio de Janeiro, † 1968)
- João de Deus Mena Barreto, generale e politico brasiliano (Porto Alegre, n. 1874 - Rio de Janeiro, † 1933)
- João Figueiredo, generale e politico brasiliano (Rio de Janeiro, n. 1918 - Rio de Janeiro, † 1999)

## Giocatori di beach soccer(1)
- João Víctor Saraiva, giocatore di beach soccer angolano (Luanda, n. 1977)

## Giocatori di calcio a 5(7)
- João Benedito, ex giocatore di calcio a 5 portoghese (Lisbona, n. 1978)
- João Cambangula, giocatore di calcio a 5 angolano (Luanda, n. 1998)
- João Matos, giocatore di calcio a 5 portoghese (Lisbona, n. 1987)
- Neguinho, giocatore di calcio a 5 brasiliano (Ferraz de Vasconcelos, n. 2000)
- Cadinho, ex giocatore di calcio a 5 brasiliano (Rio de Janeiro, n. 1963)
- Valdin, giocatore di calcio a 5 brasiliano (Fortaleza, n. 1979)
- João Pedro Vilela, giocatore di calcio a 5 brasiliano (Aparecida do Taboado, n. 1989)

## Giornalisti(4)
- João Café Filho, giornalista, politico e avvocato brasiliano (Natal, n. 1899 - Rio de Janeiro, † 1970)
- João Pinheiro Chagas, giornalista e politico portoghese (Rio de Janeiro, n. 1863 - Estoril, † 1925)
- João Saldanha, giornalista, allenatore di calcio e calciatore brasiliano (Alegrete, n. 1917 - Roma, † 1990)
- João Bonança, giornalista portoghese (Lagos, n. 1836 - Lisbona, † 1924)

## Hockeisti su pista(4)
- João Almeida, hockeista su pista portoghese (Vila Nova de Gaia, n. 1995)
- João Pinto, hockeista su pista portoghese (Porto, n. 1987)
- João Rodrigues, hockeista su pista portoghese (Oeiras, n. 1990)
- João Souto, hockeista su pista portoghese (Gondomar, n. 1992)

## Ingegneri(1)
- João Barbosa Rodrigues, ingegnere, naturalista e botanico brasiliano (São Gonçalo do Sapucaí, n. 1842 - Rio de Janeiro, † 1909)

## Maratoneti(2)
- João Campos, ex maratoneta e mezzofondista portoghese (Albufeira, n. 1958)
- João N'Tyamba, maratoneta e mezzofondista angolano (Zimbambi, n. 1968)

## Marciatori(1)
- João Vieira, marciatore portoghese (Portimão, n. 1976)

## Medici(1)
- Amato Lusitano, medico e botanico portoghese (Castelo Branco, n. 1511 - Salonicco, † 1568)

## Militari(3)
- João Cândido Felisberto, militare brasiliano (Encruzilhada do Sul, n. 1880 - Rio de Janeiro, † 1969)
- João Maria Ferreira do Amaral, militare e politico portoghese (Lisbona, n. 1803 - Macao, † 1849)
- João de Mendonça Furtado, militare portoghese (n. 1530 - battaglia di Alcazarquivir, † 1578)

## Navigatori(3)
- João Afonso, navigatore e esploratore portoghese
- João Vaz Corte-Real, navigatore e esploratore portoghese (Faro - Angra do Heroísmo, † 1496)
- João de Santarém, navigatore e esploratore portoghese

## Nuotatori(2)
- João Gomes Júnior, nuotatore brasiliano (Vitória, n. 1986)
- João Gonçalves Filho, nuotatore e pallanuotista brasiliano (Rio Claro, n. 1934 - San Paolo, † 2010)

## Pallanuotisti(2)
- João Franco do Vale, pallanuotista portoghese (Lisbona, n. 1930)
- João Jório, pallanuotista e canottiere brasiliano (Rio de Janeiro, n. 1886)

## Pallavolisti(2)
- João Rafael Ferreira, pallavolista brasiliano (Recife, n. 1993)
- João Paulo Tavares, pallavolista brasiliano (Três Pontas, n. 1983)

## Patriarchi cattolici(1)
- João Nunes Barreto, patriarca cattolico e gesuita portoghese (Porto, n. 1519 - Goa, † 1562)

## Pianisti(2)
- João Domingos Bomtempo, pianista, compositore e pedagogo portoghese (Lisbona, n. 1771 - Lisbona, † 1842)
- João Donato, pianista, fisarmonicista e compositore brasiliano (Rio Branco, n. 1934 - Rio de Janeiro, † 2023)

## Piloti automobilistici(2)
- João Barbosa, pilota automobilistico portoghese (Porto, n. 1975)
- João Paulo de Oliveira, pilota automobilistico brasiliano (San Paolo, n. 1981)

## Pistard(1)
- João Matias, pistard e ciclista su strada portoghese (Barcelos, n. 1991)

## Pittori(3)
- João Nunes de Abreu, pittore portoghese (Lisbona, † 1738)
- João de Deus Sepúlveda, pittore brasiliano
- João Zeferino da Costa, pittore brasiliano (Rio de Janeiro, n. 1840 - Rio de Janeiro, † 1915)

## Poeti(4)
- João da Cruz e Sousa, poeta brasiliano (Nossa Senhora do Desterro, n. 1861 - Estação do Sítio, † 1898)
- João de Deus Ramos, poeta portoghese (São Bartolomeu de Messines, n. 1830 - Lisbona, † 1896)
- João Silva Tavares, poeta, scrittore e drammaturgo portoghese (Estremoz, n. 1893 - Lisbona, † 1964)
- João Cabral de Melo Neto, poeta e diplomatico brasiliano (Recife, n. 1920 - Rio de Janeiro, † 1999)

## Politici(9)
- João Soares, politico portoghese (Lisbona, n. 1949)
- João do Canto e Castro, politico portoghese (Lisbona, n. 1862 - Lisbona, † 1934)
- João Doria, politico, giornalista e imprenditore brasiliano (San Paolo, n. 1957)
- João Franco, politico portoghese (Fundão, n. 1855 - Anadia, † 1929)
- João Leite, politico e ex calciatore brasiliano (Belo Horizonte, n. 1955)
- João Lourenço, politico e generale angolano (Lobito, n. 1954)
- João Suassuna, politico brasiliano (Catolé do Rocha, n. 1886 - Rio de Janeiro, † 1930)
- João Tamagnini Barbosa, politico portoghese (Macao, n. 1883 - Lisbona, † 1948)
- João Bernardo Vieira, politico e militare guineense (Bissau, n. 1939 - Bissau, † 2009)

## Produttori discografici(1)
- João Araújo, produttore discografico brasiliano (Rio de Janeiro, n. 1935 - Rio de Janeiro, † 2014)

## Psicologi(1)
- João W. Nery, psicologo, scrittore e attivista brasiliano (Rio de Janeiro, n. 1950 - Niterói, † 2018)

## Pugili(1)
- João Henrique, pugile brasiliano (Juazeiro do Norte, n. 1946 - Arujá, † 1982)

## Rapper(4)
- Plutónio, rapper e cantante portoghese (São Sebastião da Pedreira, n. 1985)
- Slow J, rapper e produttore discografico portoghese (Setúbal, n. 1992)
- Lon3r Johny, rapper portoghese (Lisbona, n. 1994)
- Valas, rapper portoghese (Évora, n. 1989)

## Registi(6)
- João Botelho, regista e sceneggiatore portoghese (Lamego, n. 1949)
- João Canijo, regista portoghese (Porto, n. 1957)
- João César Monteiro, regista, sceneggiatore e attore portoghese (Figueira da Foz, n. 1939 - Lisbona, † 2003)
- João Pedro Rodrigues, regista portoghese (Lisbona, n. 1966)
- João Moreira Salles, regista brasiliano (Rio de Janeiro, n. 1962)
- João Batista de Andrade, regista e sceneggiatore brasiliano (San Paolo, n. 1939)

## Religiosi(3)
- João Ferreira de Almeida, religioso portoghese (Várzea de Tavares, n. 1628 - Giacarta, † 1691)
- João Bosco Burnier, religioso brasiliano (Juiz de Fora, n. 1917 - Goiânia, † 1976)
- João de Loureiro, religioso portoghese (Lisbona, n. 1710 - Lisbona, † 1791)

## Scacchisti(1)
- João de Souza Mendes, scacchista brasiliano (Angra do Heroísmo, n. 1892 - Rio de Janeiro, † 1969)

## Sceneggiatori(1)
- João Emanuel Carneiro, sceneggiatore, autore televisivo e regista brasiliano (Rio de Janeiro, n. 1970)

## Schermidori(3)
- João Gomes, ex schermidore portoghese (Lisbona, n. 1975)
- João Sassetti, schermidore portoghese (Lisbona, n. 1892 - Lisbona, † 1946)
- João Souza, schermidore brasiliano (Porto Alegre, n. 1983)

## Scrittori(8)
- Almeida Garrett, scrittore portoghese (Porto, n. 1799 - Lisbona, † 1854)
- João Almino, scrittore brasiliano (Mossoró, n. 1950)
- João Álvares, scrittore portoghese (Torres Novas - Penafiel)
- João de Barros, scrittore e storico portoghese (Viseu, n. 1496 - Ribeira-de-Litém, † 1570)
- João Melo, scrittore, giornalista e pubblicista angolano (Luanda, n. 1955)
- João Guimarães Rosa, scrittore, medico e diplomatico brasiliano (Cordisburgo, n. 1908 - Rio de Janeiro, † 1967)
- João Tordo, scrittore, giornalista e sceneggiatore portoghese (Lisbona, n. 1975)
- Franklin Távora, scrittore brasiliano (Fortaleza, n. 1842 - Rio de Janeiro, † 1888)

## Scultori(1)
- João da Silva, scultore, medaglista e gioielliere portoghese (Lisbona, n. 1880 - Lisbona, † 1960)

## Storici(2)
- João Capistrano de Abreu, storico brasiliano (Maranguape, n. 1853 - Rio de Janeiro, † 1927)
- João Paulo Borges Coelho, storico e scrittore mozambicano (Porto, n. 1955)

## Supercentenari(1)
- João Marinho Neto, supercentenario brasiliano (Maranguape, n. 1912)

## Tennisti(7)
- João Cunha e Silva, ex tennista portoghese (Lisbona, n. 1967)
- João Domingues, tennista portoghese (Oliveira de Azeméis, n. 1993)
- João Fonseca, tennista brasiliano (Rio de Janeiro, n. 2006)
- João Menezes, tennista brasiliano (Uberaba, n. 1996)
- João Souza, ex tennista brasiliano (Mogi das Cruzes, n. 1988)
- João Soares, ex tennista brasiliano (Limeira, n. 1951)
- João Sousa, ex tennista portoghese (Guimarães, n. 1989)

## Triatleti(2)
- João José Pereira, triatleta portoghese (Caldas da Rainha, n. 1987)
- João Pedro Silva, triatleta portoghese (n. 1989)

## Triplisti(1)
- João Carlos de Oliveira, triplista e lunghista brasiliano (Pindamonhangaba, n. 1954 - San Paolo, † 1999)

## Trovatori(4)
- João Soares de Paiva, trovatore portoghese
- João Zorro, trovatore portoghese
- João Garcia de Guilhade, trovatore portoghese
- João de Lobeira, trovatore portoghese († 1285)

## Velocisti(2)
- João Coelho, velocista portoghese (Vila Franca de Xira, n. 1999)
- João Batista da Silva, ex velocista brasiliano (João Pessoa, n. 1963)

## Vescovi cattolici(3)
- João Maria Messi, vescovo cattolico italiano (Recanati, n. 1934)
- João Pereira Venâncio, vescovo cattolico portoghese (Monde Rodondo, n. 1904 - Leiria, † 1985)
- João de Ceita Nazaré, vescovo cattolico saotomense (Trindade, n. 1973)